# An Up-to-Date Studio
An Up-to-Date Studio byl britský němý film z roku 1903. Režisérem byl Percy Stow (1876–1919). Film měl premiéru v únoru 1903 a v současnosti je považován za ztracený.

## Děj
Film zachycuje fotografa, jak se dvoří tanečnici.